# Tipula tulipa
Tipula tulipa är en tvåvingeart som beskrevs av Dufour 1983. Tipula tulipa ingår i släktet Tipula och familjen storharkrankar. Inga underarter finns listade i Catalogue of Life.